# Bulbul verdós costaner
El bulbul verdós costaner (Andropadus importunus) és una espècie d'ocell de la família dels picnonòtids (Pycnonotidae) i única espècie del gènere Andropadus, si bé dins aquest gènere s'han inclòs un bon nombre d'espècies que actualment es distribueixen entre els gèneres Eurillas, Arizelocichla i Stelgidillas. Habita la selva humida i zones de matoll de les terres baixes de l'Àfrica oriental i Meridional, des del sud de Somàlia, cap al sud fins al sud de Sud-àfrica. El seu estat de conservació es considera de risc mínim.